# Calci
Calci är en ort och kommun i provinsen Pisa i regionen Toscana i Italien. Kommunen hade 6 405 invånare (2018).